# Phường 4, Quận 6
Phường 4 là một phường thuộc Quận 6, Thành phố Hồ Chí Minh, Việt Nam.
Phường 4 có diện tích 0,21 km², dân số năm 2021 là 12.592 người,  mật độ dân số đạt 59.961 người/km².